# Campanelle (San Ginesio)
Campanelle è una frazione del Comune di San Ginesio.

## Geografia fisica
Frazione situata a 2,69 km (in linea d'aria) dal medesimo comune di San Ginesio, si trova all'altezza di 364 m s.l.m.
La frazione è attraversata dal fiume Fiastrella, con acque popolate da salmonidi e categorizzate come Categoria B. Nel tratto della frazione, vige un divieto di pesca.

## Storia
Abitata già nell'epoca romana e presumibilmente in maniera stabile dal XIX secolo, come testimonia la pietra presente sulla chiesa, la frazione nei primi anni del '900 viveva di sola agricoltura. Il 20 settembre 1911, con l'inaugurazione della linea Amandola-Sarnano-Macerata, gestita dalla Società Anonima Santagiolese Pennese, la frazione venne inserita come punto di sosta nel percorso deciso dal Ministero dei lavori pubblici.
La popolazione crebbe sotto il ventennio fascista, arrivando a 200 famiglie circa nel 1944. Con l'inizio della guerra civile causata dall'occupazione tedesca dell'Italia, le case presenti nel territorio subirono un duro bombardamento, mentre le famiglie presenti soffrirono del cattivo comportamento dei partigiani del luogo, poiché entrarono nelle proprietà per cercare i fascisti per ucciderli.

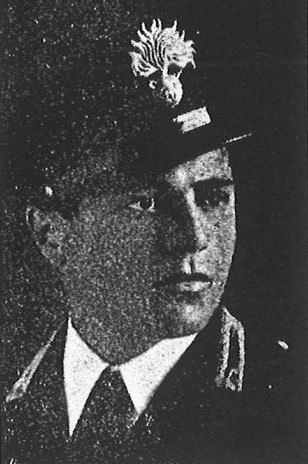
Il vicebrigadiere Glorio Della Vecchia

Il 5 maggio 1944, nei pressi del fiume Fiastra cinque partigiani del Gruppo Vera si scontrarono per circa due ore con alcuni uomini del I Battaglione CC.NN. "IX Settembre", proveniente da Sarnano per effettuare qualche rastrellamento lungo la SS 78. Lo scontro avvenne in un campo di un signore conosciuto come "Duminellu". Tre dei cinque partigiani, approfittando di un momento di confusione riuscirono a fuggire, lasciando sul luogo il vicebrigadiere Glorio Della Vecchia, originario proprio di Campanelle e il promotore della nascita del gruppo partigiano, Giovanni Fornari e Ivo Pacioni. Armati con armi nascoste nei pressi del fiume soggette all'umidità che causò numerosi problemi, Fornari e Pacioni vennero catturati facilmente, mentre Della Vecchia tentò di fuggire nel fiume. Un milite del battaglione, riconoscendo fisicamente il carabiniere essendo stati commilitoni insieme durante la campagna d'Albania, gli intimò di fermarsi e gli promise che non gli sarebbe successo nulla. Glorio si arrese ed ebbe la possibilità di cambiarsi i vestiti bagnati, mentre gli altri due vennero interrogati, subendo percussioni con i calci del fucile e sputi. Condotti verso Passo San Ginesio, al passaggio di fronte la casa di Glorio, Pacioni gravemente stordito confessò che quella era la casa del loro capitano Salvati (pseudonimo utilizzato da Della Vecchia nel gruppo) e dopo una confessione dello stesso carabiniere, i militi iniziarono a torturare duramente anche lui. Giunti a Passo, i tre vennero fucilati e i loro corpi restarono all'aria aperta per due giorni.
Nello stesso anno, in assenza di un parroco per la chiesa presente, i capi famiglia, accompagnati da don Giovanni Della Vecchia, fratello del carabiniere Glorio, si recarono dal parroco della Collegiata per tracciare i confini così da erigere una nuova parrocchia.

## Monumenti e luoghi d'interesse

### Chiesa di San Giovanni Battista

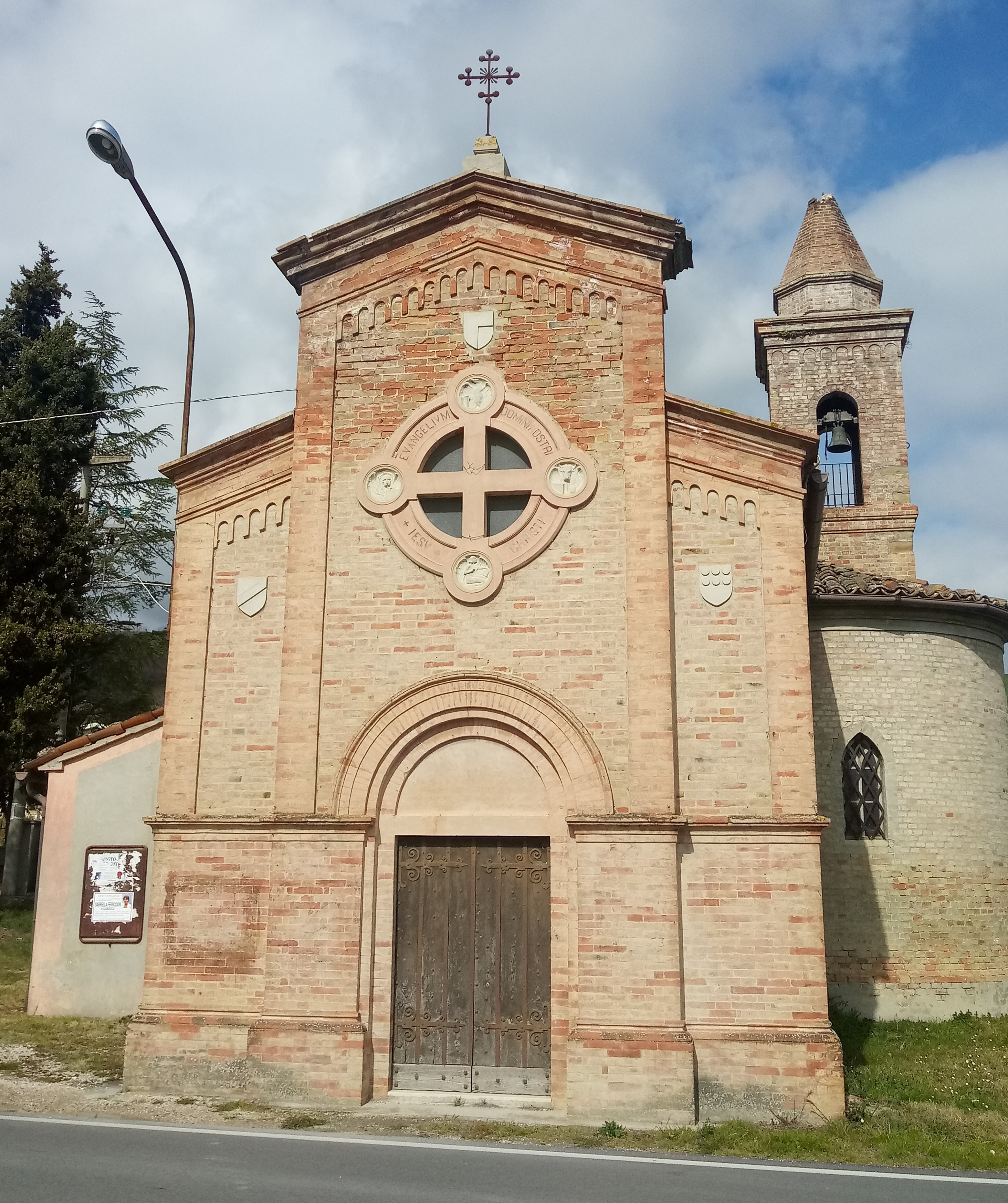
Facciata della chiesa

La chiesa di San Giovanni Battista, conosciuta nel comune come chiesa delle campanelle, ora inagibile a causa dello sciame sismico del 2016 e del 2017, è l'unica chiesa presente nella frazione. La struttura venne costruita nel 1936 in stile romanico, con l'utilizzo di materiale proveniente da ruderi civili, più precisamente mattoni. Il rosone in pietra rosa con croce centrale, riporta i simboli dei Quattro Evangelisti. La facciata è decorata con numerosi archetti pensili sopra ad una cornice in cotto. Sul lato destro della struttura si trovano la cappella semicircolare ed il campanile coronato di cuspide, mentre sul lato sinistro la sagrestia costruita con materiali diversi. La pietra posta sopra la porta d'ingresso della sagrestia potrebbe provenire da una precedente chiesa dedicata sempre a San Giovanni Battista presente nel XIX secolo. Nonostante la chiesa si presenti con una pianta a croce latina, i due bracci sono asimmetrici, infatti la sagrestia ha pianta quadrata e la cappella ha pianta semicircolare. L'interno presenta una crociera con tre archi decorati con degli archivolti in mattoni aprono sulla navata ed un quarto sul presbiterio, sollevato da un pavimento rivestito di marmo. Un secondo altare si trova nella cappella laterale. Nel 1969, a seguito del Concilio Vaticano II, la chiesa venne restaurata.